# Kraï de l'Altaï
Pour les articles homonymes, voir Altaï (homonymie).
Ne doit pas être confondu avec République de l'Altaï.
Le kraï de l'Altaï (en russe : Алта́йский край, Altaïski kraï) est un sujet de Sibérie de la fédération de Russie, dont la capitale est la ville de Barnaoul. Le nom « altaï », qui désigne le système montagneux, provient de la langue turque éponyme, et signifie « Montagnes dorées ». Mais contrairement à la république de l'Altaï, seulement une faible portion de ce territoire est couverte par ces montagnes. Rosstat lui attribue le code 01, et son code d'immatriculation est 22. La langue officielle est le russe, ainsi que l'allemand dans un raïon d'Halbstad. Le territoire se situe sur une grande plaine fertile, avec le piedmont de l'Altaï dans le sud du territoire.
Le territoire se situe en effet majoritairement sur la steppe de Koulounda, et elle est délimitée à l'est par l'Ob, qui prend source de la Biia et de la Katoun à Biïsk. Frontalier à l'est de l'oblast de Kemerovo-Kouzbass, la limite est marquée par la crête de Salaïr. Au nord, l'oblast de Novossibirsk borde le territoire, à l'ouest l'oblys de Pavlodar au Kazakhstan. Au sud, la province du Kazakhstan-Oriental délimite le territoire, ainsi que la république de l'Altaï au sud-est. Le sud de son territoire est parmi les premiers lieux peuplés d'Asie, avec les grottes de Denisova, de Tchagyrka et Okladinov. Ensuite, différents peuples conquirent ce territoire, depuis les Scythes, les Samoyèdes, les Xiongnu, avant d'être intégrés à divers empires turcs au Moyen-Âge, depuis les Ruanruan, les Khaganat turcs, ouïgour jusqu'à l'Empire mongol au XIIIe siècle. Après la guerre Dzoungar-Qing, l'Altaï et ses chefs tribaux rejoignent volontairement en 1756 l'Empire russe.
En 2023, la population du kraï s'élevait à 2 130 950 habitants, en baisse depuis la dislocation de l'URSS en raison de l'exode rural, même si les villes comme Barnaoul et Biïsk sont aussi touchées. Plus de 90 % de sa population est Russe, le reste étant principalement soit Allemands soit Ukrainiens. Sa population travaille surtout dans l'agriculture, le territoire étant la plus grande région agricole de Russie. Sinon, l'industrie et le secteur du commerce est présente dans les centres urbains, tout comme le secteur du transport. Mais ces dernières années, la partie sud où se trouvent les contreforts de l'Altaï ont vu le secteur touristique fortement se développer, avec la station thermale et de ski de Belokourikha, mais aussi dans l'est du territoire avec le parc national de Salaïr. Au total, son PIB s'élevait à 550 milliards de roubles en 2018.

## Géographie

### Situation

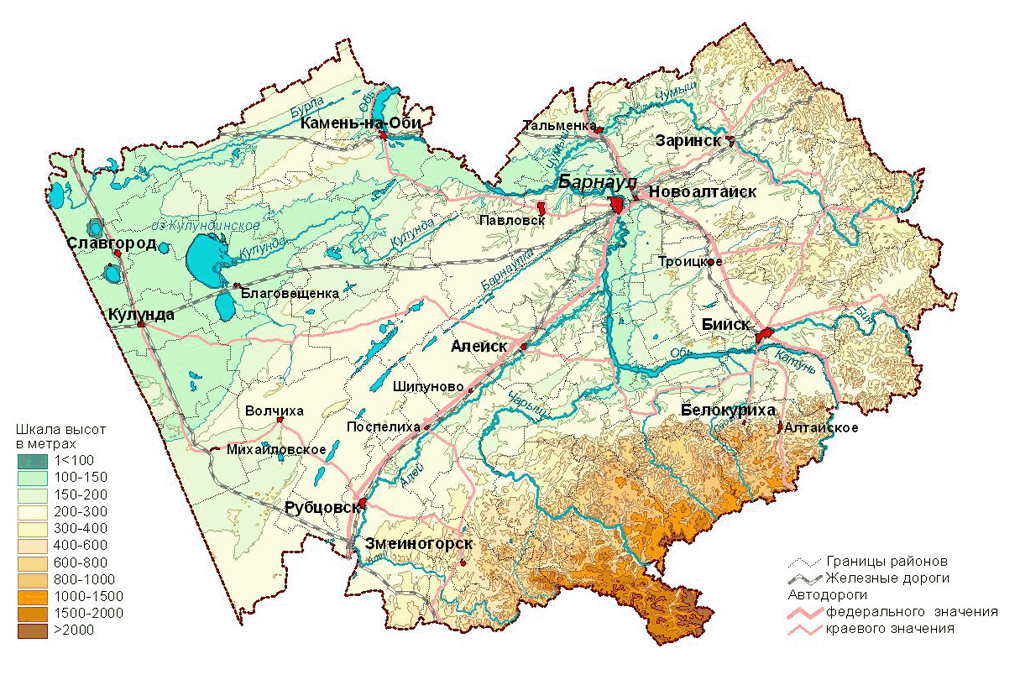
Relief et hydrographie du kraï.

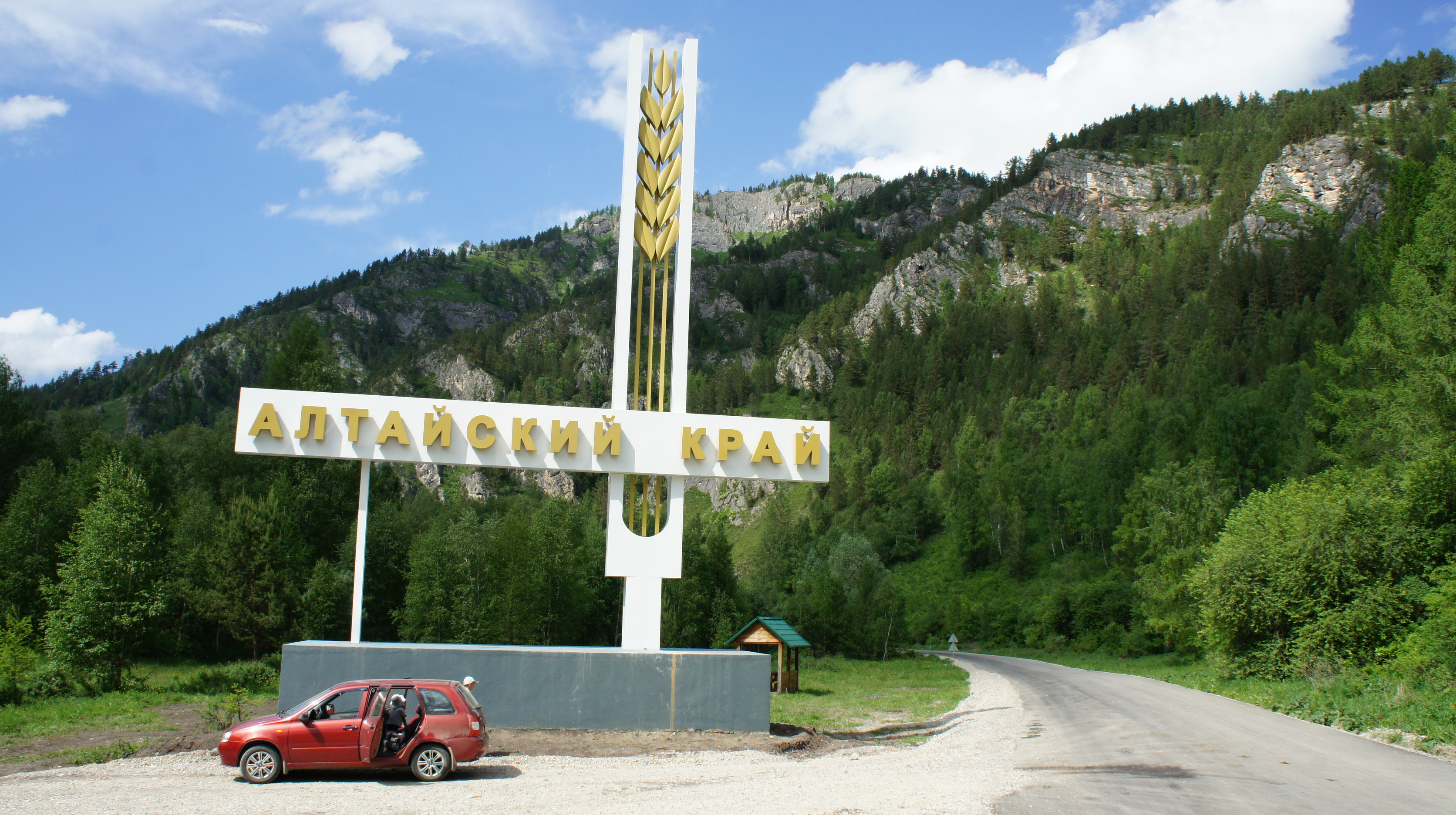
Entrée dans le kraï de l'Altaï à la frontière entre le raïon de Solonechnoïe et le raïon d'Oust-Kan.

Le kraï de l'Altaï est situé au sud-est de la Sibérie occidentale. Son territoire s'étend sur une superficie totale de 167 996 km2, faisant d'elle le 24e sujet russe par superficie. La longueur du territoire, d'ouest en est, est d'environ 600 km tandis qu'elle est, du nord au sud, d'environ 400 km. Le territoire est bordé au sud et au sud-ouest par la république du Kazakhstan, au sud-est par la république de l'Altaï, à l'est par l'oblast de Kemerovo-Kouzbass et au nord par l'oblast de Novossibirsk.

Paysages du kraï :
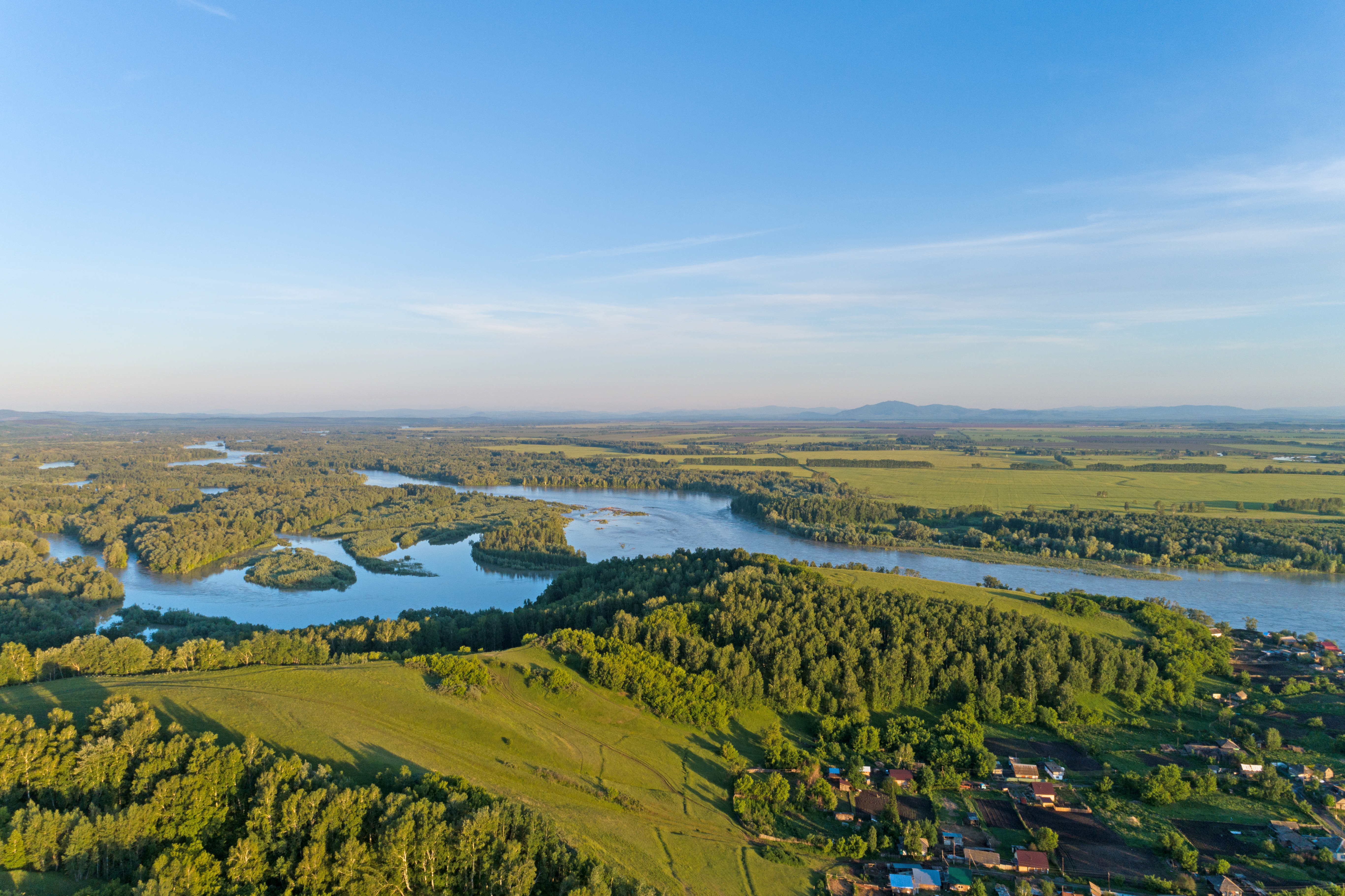
La Katoun à Strotski.
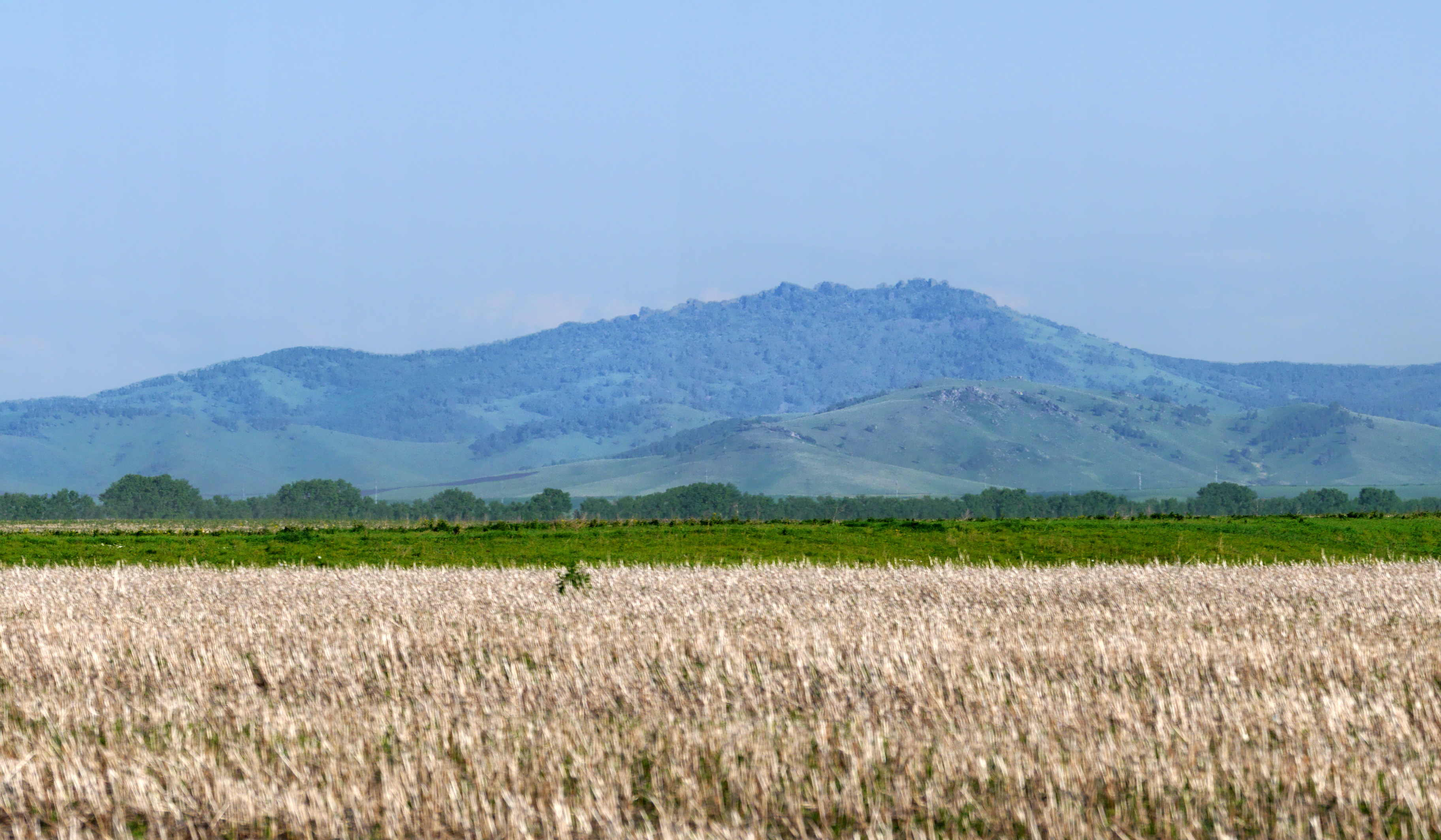
Mont Bobygran.
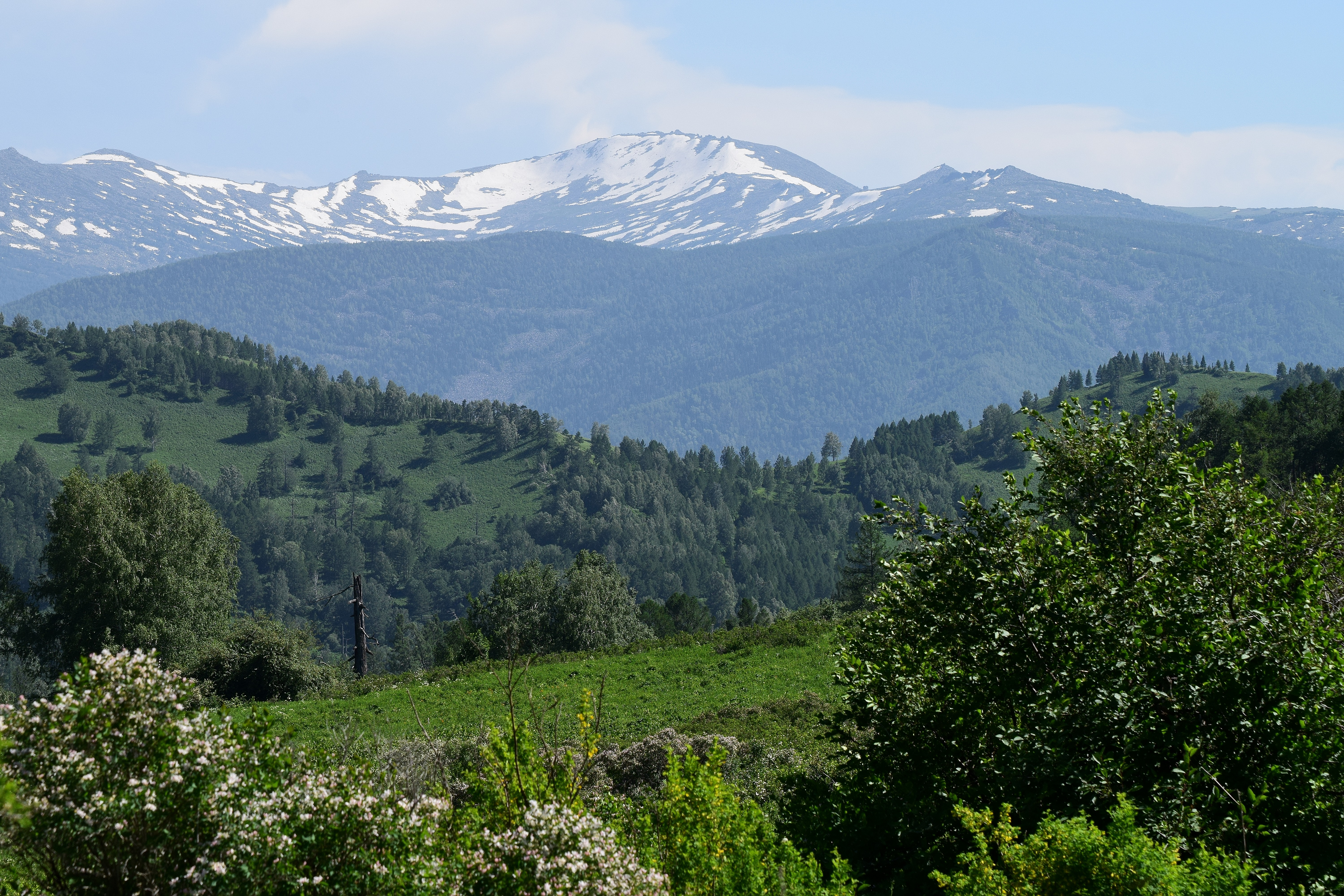
Crête de Tigreski.
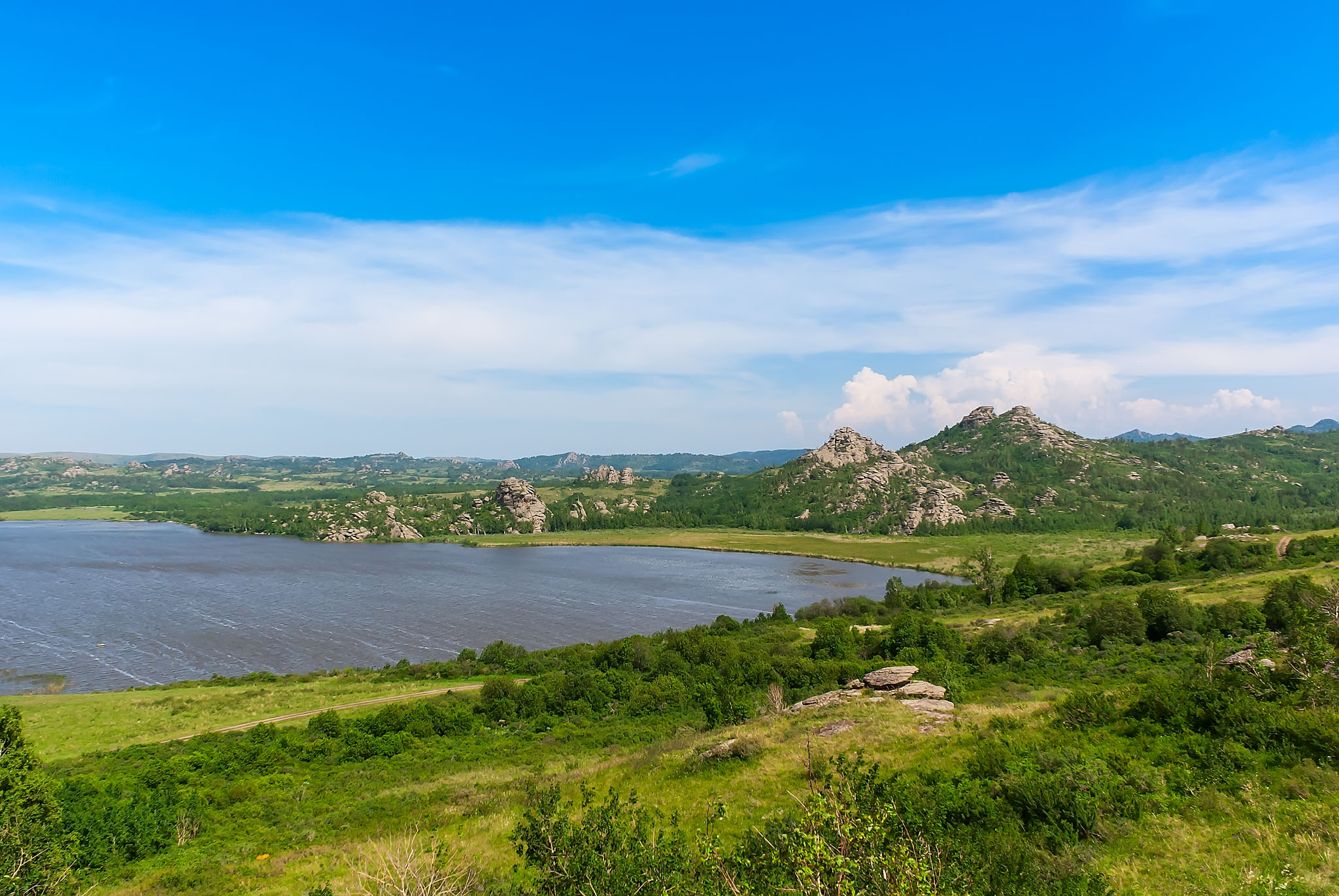
Lac de Kolyvan.

### Relief
La région est constituée de grandes plaines au nord et à l'ouest, de monts à l'est et de montagnes au sud. Le plus haut sommet, Mayak Shangina, culmine à 2 490 m.

### Climat
Comme dans la majorité des régions russes, le kraï de l'Altaï connaît un climat continental. Les hivers y sont très rigoureux et les étés sont généralement chauds et secs.
La température annuelle moyenne de l’air s'élevait à +3,2 °C en 2022. Les précipitations totales cette année-là ont été de 368 mm, soit 85 % de la norme 1991-2020.

### Hydrologie
Le kraï de l'Altaï compte 17 085 rivières qui traversent son territoire, avec une longueur totale de plus de 51 000 km. Les cours d'eau de la région appartiennent au système hydrologique de l'Ob et à celui de l'Irtych (sous-bassin de l'Ob). Le débit des cours d'eau en surface est de 55,1 km3/an. Dans la zone du bassin de l'Ob, qui occupe 70 % du territoire, 54,5 km3 de débit se forment. Dans la zone du bassin de l'Irtych (30 % du territoire), seul 0,5 km3 de ruissellement se forme. Le débit annuel moyen d'eau entrant sur le territoire du kraï de l'Altaï en provenance des régions limitrophes est de 34,2 km3. Les plus grands cours d'eau sont l'Ob, la Biïa, la Katoun, l'Aleï et la Tcharych.
La région compte un grand nombre de lacs, avec plus de 11 000, dont plus de 230 qui ont une superficie supérieure à 1 km2. Une grande partie de ces lacs se trouve dans la steppe, et les plus grands y sont situés. Les plus grands lacs sont le lac Koulounda (728 km2), le lac de Koutchouk (181 km2), le lac Gorkoïe dans le raïon de Romanovo (140 km2), le lac Bolchoïe Topolnoïe (76,6 km2) et le lac Bolchoïe Iarovoïe (66,7 km2).
La plus grande étendue d'eau artificielle du kraï est le réservoir Gilevskoïe sur la rivière Alaï, avec une capacité de 471 millions de m3. Il est créé par un barrage de 2 760 m de long avec un réservoir d'une superficie de 59,5 km2. Il est destiné à alimenter le pôle industriel de Roubtsovsk et les villes et villages le long de la rivière Aleï en eau. Le deuxième plus grand réservoir est celui de Sklioukhinskoïe, destiné également à alimenter Roubtovsk en eau. Il se situe lui aussi sur la rivière Aleï, et sa capacité est de 36,8 millions de m3.

## Urbanisme

### Voies de communication

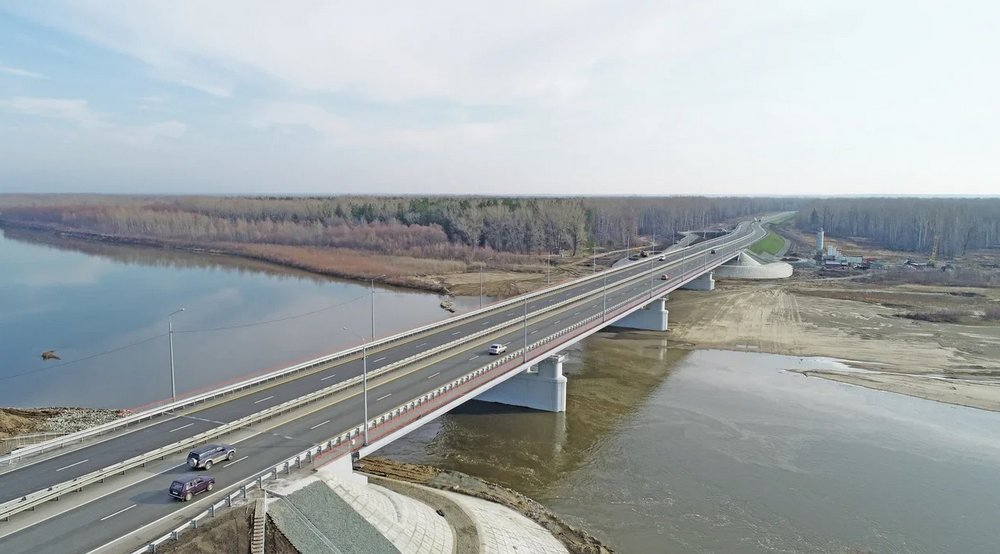
Pont de la route fédérale R256 sur la Tchoumych.

Fin 2022, selon Rosstat, la longueur totale des voies publiques dans le kraï de l'Altaï de 53 355,0 km, dont 1 032,6 km de routes d'importance fédérales, 15 783,5 km de routes d'importance régionale et 36 538,8 km de routes d'importance locale. La longueur des routes à revêtement dur est de 33 558,5 km (62,9 % du total), tandis que la densité des voies publiques est de 200 km / 10 000 km2 dans l'oblast.
Fin 2022, selon Rosstat, le kraï de l'Altaï possède 1 567,4 km de voies ferrées, et la densité du réseau ferré est de 93 km / 10 000 km2.

### Répartition des terres
Les espaces forestiers et les surfaces agricoles du kraï de l'Altaï représentent respectivement 4 432 800 et 11 533 900 hectares, soit 95% du territoire.
La répartition des terres selon le rapport d'État « Sur l'état et la protection de l'environnement de la fédération de Russie en 2022 » du ministère des ressources naturelles et de l'environnement russe est, selon les catégories du code foncier russe, la suivante:
| Répartition                                   | 2022 (km2) | 2022 (%) |
| --------------------------------------------- | ---------- | -------- |
| Terres agricoles                              | 115 339    | 68,6     |
| Terres des localités                          | 3 841      | 2,3      |
| Terres d'industrie et autres fins spéciales   | 1 269      | 0,7      |
| Terres des territoires et des objets protégés | 450        | 0,3      |
| Terres du fonds forestier                     | 44 328     | 26,4     |
| Terres du fonds aquatique                     | 1 951      | 1,2      |
| Terres de réserve                             | 818        | 0,5      |
| Total                                         | 167 996    | 100      |

## Histoire

### Préhistoire

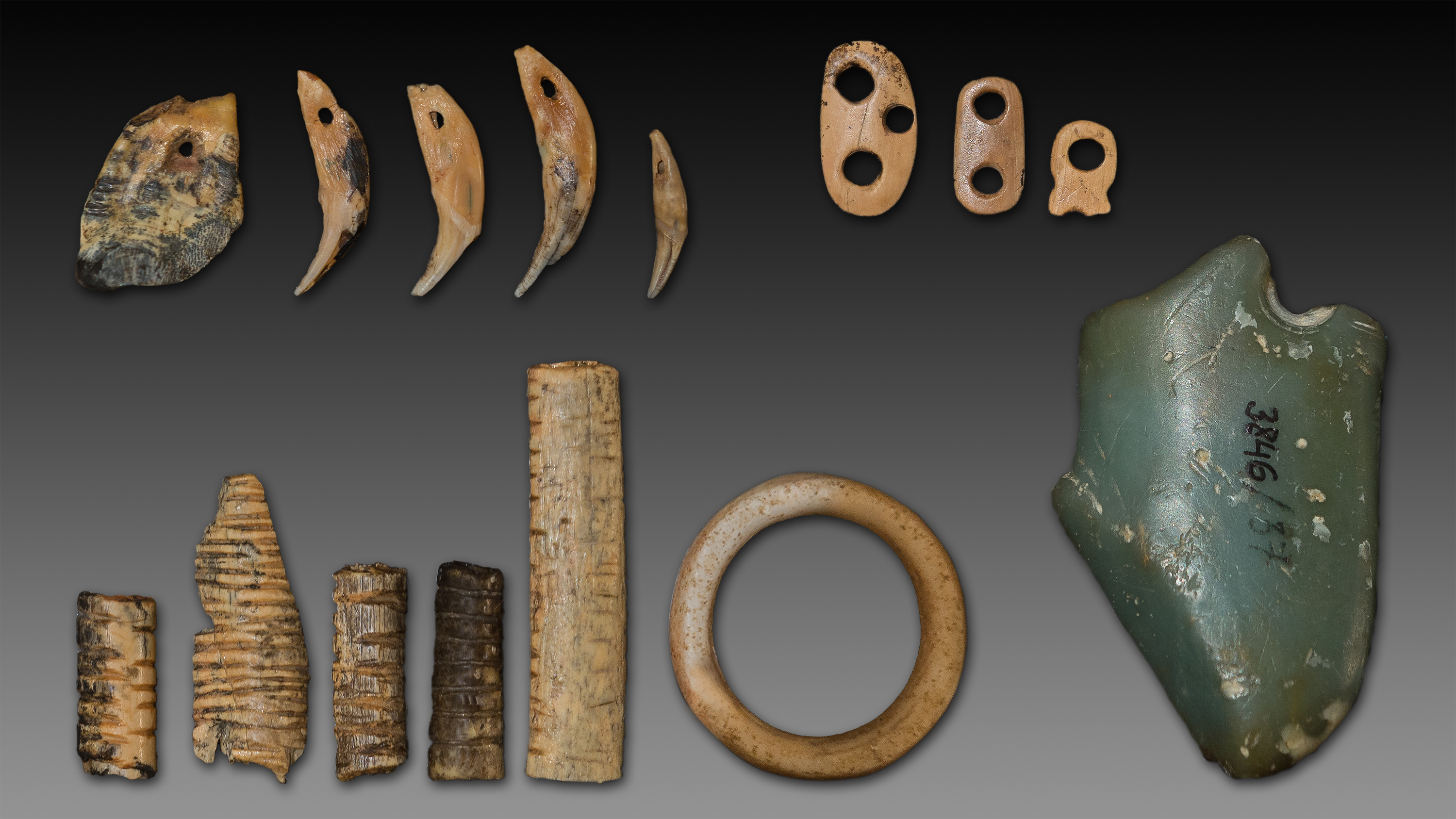
Artefacts découverts dans la grotte de Denisova.

Le peuplement du kraï de l'Altaï a commencé au Paléolithique, pour lequel les grottes de Karama, Okladnikov, de Denisova, de Kozia, de Tchagyrka et du repère de la Hyène sont connues. Les restes de représentants de trois espèces hominidés ont été découverts : les Néandertaliens, les Homo sapiens et les Dénisoviens. Dans la grotte de Tchagyrka, des outils de la culture Mikok d'Eurasie occidentale, arrivés en Sibérie avec la deuxième vague de migrants néandertaliens, ont été découverts.
Cette zone faisait partie d’un grand carrefour du monde antique. Des tribus nomades traversaient le territoire lors des périodes de migration. Ces tribus nomades étaient composées de différents peuples. Les sites archéologiques révèlent que d'anciens humains vivaient dans la région. Le peuple de l'Altaï est un peuple turc, dont une partie s'est installée ici, qui était à l'origine nomade et remonte au IIe millénaire av. J.-C..

### Du Moyen Âge aux Temps modernes
Le territoire du krai a été contrôlé par la confédération Xiongnu (209 av. J.-C.-93 apr. J.-C.), le Ruanruan (330-555), l'Empire mongol (1206-1368), la Horde d'Or et les Yuan du Nord (1368-1691), et le Khanat de Dzoungarie (1634-1758).

### Période soviétique
Après la Révolution russe et la montée de la République socialiste fédérative soviétique de Russie, la politique du communisme de guerre a été imposée à la population rurale du kraï de l'Altaï, détruisant les moyens de subsistance de nombreux agriculteurs locaux. En réponse, la rébellion paysanne de Sorokino éclata en 1921 ; ce soulèvement fut rapidement écrasé par l'Armée rouge . De nombreux habitants qui avaient pris part à la rébellion ont ensuite été jugés et condamnés aux travaux forcés ou à l'exécution, conformément à l'ordonnance n° 00447 du NKVD en 1937.
Pendant l'entre-deux-guerres, l'État soviétique a collectivisé les activités d'élevage et d'élevage de la population de l'Altaï dans le kraï de l'Altaï, ce qui a entraîné une résistance locale aux mesures et leur migration ultérieure, avec leurs troupeaux, vers la Chine et la Mongolie.

### Depuis 1991
En 1991, l'oblast autonome du Haut-Altaï a quitté le kraï de l'Altaï et s'est transformée en un sujet indépendant de la Fédération de Russie : la république de l'Altaï.

## Population et société

### Démographie
Au 1er janvier 2023, la population s'élève à 2 568 200 personnes, dont 346 000 personnes en milieu rural. La densité de population de l'oblast est de 26,8 hab./km2.
La population du kraï de l'Altaï représente 1,8 % de la population de la fédération de Russie. La population urbaine est de 54 % et la population rurale de 46 %.
Recensements (*) ou estimations de la population :
| 1939*     | 1959*     | 1970*     | 1979*     | 1989*     |
| --------- | --------- | --------- | --------- | --------- |
| 2 498 597 | 2 683 231 | 2 670 261 | 2 686 196 | 2 822 092 |

| 2002*     | 2010*     | 2013      | 2016      | 2019      |
| --------- | --------- | --------- | --------- | --------- |
| 2 607 426 | 2 419 755 | 2 398 751 | 2 376 774 | 2 332 511 |

| Année | Fécondité | Fécondité urbaine | Fécondité rurale |
| ----- | --------- | ----------------- | ---------------- |
| 1990  | 1,91      | 1,66              | 2,42             |
| 1991  | 1,73      | 1,49              | 2,19             |
| 1992  | 1,52      | 1,25              | 1,95             |
| 1993  | 1,32      | 1,10              | 1,64             |
| 1994  | 1,31      | 1,10              | 1,62             |
| 1995  | 1,23      | 1,02              | 1,53             |
| 1996  | 1,18      | 1,00              | 1,46             |
| 1997  | 1,17      | 0,97              | 1,46             |
| 1998  | 1,20      | 1,00              | 1,50             |
| 1999  | 1,18      | 1,00              | 1,45             |
| 2000  | 1,24      | 1,05              | 1,53             |
| 2001  | 1,25      | 1,07              | 1,55             |
| 2002  | 1,31      | 1,12              | 1,66             |
| 2003  | 1,36      | 1,16              | 1,72             |
| 2004  | 1,35      | 1,18              | 1,65             |
| 2005  | 1,30      | 1,15              | 1,53             |
| 2006  | 1,27      | 1,13              | 1,49             |
| 2007  | 1,44      | 1,23              | 1,75             |
| 2008  | 1,57      | 1,36              | 1,92             |
| 2009  | 1,60      | 1,37              | 2,00             |
| 2010  | 1,63      | 1,38              | 2,10             |
| 2011  | 1,65      | 1,38              | 2,26             |
| 2012  | 1,81      | 1,51              | 2,56             |
| 2013  | 1,83      | 1,53              | 2,62             |
| 2014  | 1,84      | 1,52              | 2,66             |
| 2015  | 1,81      | 1,57              | 2,42             |
| 2016  | 1,78      | 1,53              | 2,38             |
| 2017  | 1,64      | 1,39              | 2,24             |

### Composition ethnique
Répartition de la population par nationalité (ethnie) au recensement de 2002 :
- Russes : 92 %
- Allemands : 3,05 %
- Ukrainiens : 2 %
- Kazakhs : 0,38 %
- Tatars : 0,34 %
- Biélorusses : 0,32 %
- Arméniens : 0,31 %

## Politique et administration

### Organisation politique

#### Gouverneur

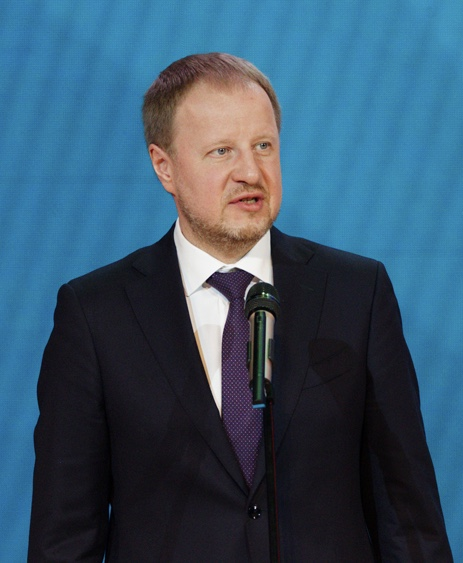
Viktor Tomenko.

La Charte du kraï de l'Altaï du 5 juin 1995 détermine l'organisation des pouvoirs dans le sujet fédéral. Le gouverneur détient le pouvoir exécutif dans le territoire, signant et promulguant les lois, et pouvant mettre un veto sur celles-ci. Il nomme le gouvernement du kraï (jusqu'en 2015 : administration du kraï de l'Altaï) et le dirige, et peut démettre de ses fonctions les chefs des municipalités du kraï.  Lorsqu'un gouverneur démissionne, c'est le président de la Russie qui est chargé d'en nommer un par intérim en attendant une nouvelle élection. Le gouverneur du kraï de l'Altaï est élu au scrutin uninominal majoritaire à deux tours pour un mandat de cinq ans, sauf si un candidat dépasse les 50 % au premier tour,.
Les dernières élections, qui ont eu lieu en septembre 2023, ont vu Viktor Tomenko (en), le gouverneur depuis 2018 l'emporter avec 76,16 % des suffrages exprimés au premier tour.

#### Pouvoir législatif
L'assemblée législative du kraï de l'Altaï détient le pouvoir législatif du territoire, et elle peut faire une motion de censure à l'encontre du gouverneur ou de son gouvernement. Elle est composée d'un total de 68 sièges renouvelés tous les cinq ans, dont 34 sièges au scrutin uninominal majoritaire à un tour dans autant de circonscriptions électorales, et 34 sièges au scrutin proportionnel plurinominal,.
Aux dernières élections en septembre 2021, le parti Russie unie a remporté 31 sièges, suivi par les communistes avec 24 sièges et Russie juste avec 5 sièges. Le LDPR et les Communistes de Russie ont chacun obtenu 4 sièges. Ainsi, l'assemblée est l'un des rares parlements de Russie où Russie unie ne détient pas la majorité absolue des sièges.

### Tendances politiques
| Scrutin                    | 1er tour | 1er tour | 1er tour | 1er tour | 1er tour | 1er tour | 1er tour | 1er tour | 1er tour | 1er tour | 1er tour | 1er tour | 2d tour                  | 2d tour                  | 2d tour                  | 2d tour                  | 2d tour                  | 2d tour                  | 2d tour                  | 2d tour                  | 2d tour                  | 2d tour                  |
| Scrutin                    | 1er      | 1er      | %        | 2e       | 2e       | %        | 3e       | 3e       | %        | 4e       | 4e       | %        | 1er                      | 1er                      | %                        | 2e                       | 2e                       | %                        | 3e                       | %                        | 4e                       | %                        |
| -------------------------- | -------- | -------- | -------- | -------- | -------- | -------- | -------- | -------- | -------- | -------- | -------- | -------- | ------------------------ | ------------------------ | ------------------------ | ------------------------ | ------------------------ | ------------------------ | ------------------------ | ------------------------ | ------------------------ | ------------------------ |
| Présidentielle 2012        |          | ER       | 57.35    |          | KPRF     | 22.26    |          | SE       | 8.33     |          | LDPR     | 7.13     | Victoire au premier tour | Victoire au premier tour | Victoire au premier tour | Victoire au premier tour | Victoire au premier tour | Victoire au premier tour | Victoire au premier tour | Victoire au premier tour | Victoire au premier tour | Victoire au premier tour |
| Gouvernorale 2014          |          | ER       | 72,97    |          | KPRF     | 11,22    |          | SRZP     | 7,54     |          | LDPR     | 5,16     | Victoire au premier tour | Victoire au premier tour | Victoire au premier tour | Victoire au premier tour | Victoire au premier tour | Victoire au premier tour | Victoire au premier tour | Victoire au premier tour | Victoire au premier tour | Victoire au premier tour |
| Législative régionale 2016 |          | ER       | 34,08    |          | LDPR     | 21.04    |          | KPRF     | 21.01    |          | SRZP     | 17,41    | Tour unique              | Tour unique              | Tour unique              | Tour unique              | Tour unique              | Tour unique              | Tour unique              | Tour unique              | Tour unique              | Tour unique              |
| Législative 2016           |          | ER       | 35,19    |          | KPRF     | 19,81    |          | LDPR     | 17,24    |          | SRZP     | 13.77    | Tour unique              | Tour unique              | Tour unique              | Tour unique              | Tour unique              | Tour unique              | Tour unique              | Tour unique              | Tour unique              | Tour unique              |
| Présidentielle 2018        |          | ER       | 64.66    |          | KPRF     | 23.67    |          | LDPR     | 7.12     |          | GRANI    | 0.99     | Victoire au premier tour | Victoire au premier tour | Victoire au premier tour | Victoire au premier tour | Victoire au premier tour | Victoire au premier tour | Victoire au premier tour | Victoire au premier tour | Victoire au premier tour | Victoire au premier tour |
| Gouvernorale 2018          |          | ER       | 53,61    |          | LDPR     | 16.20    |          | SRZP     | 14.14    |          | PR       | 13.46    | Victoire au premier tour | Victoire au premier tour | Victoire au premier tour | Victoire au premier tour | Victoire au premier tour | Victoire au premier tour | Victoire au premier tour | Victoire au premier tour | Victoire au premier tour | Victoire au premier tour |
| Législative régionale 2021 |          | ER       | 34,33    |          | KPRF     | 24.04    |          | LDPR     | 13,68    |          | KPKR     | 12.08    | Tour unique              | Tour unique              | Tour unique              | Tour unique              | Tour unique              | Tour unique              | Tour unique              | Tour unique              | Tour unique              | Tour unique              |
| Législative 2021           |          | ER       | 33,67    |          | KPRF     | 30.54    |          | SRZP     | 33,67    |          | LDPR     | 9.09     | Tour unique              | Tour unique              | Tour unique              | Tour unique              | Tour unique              | Tour unique              | Tour unique              | Tour unique              | Tour unique              | Tour unique              |
| Gouvernorale 2023          |          | ER       | 76.16    |          | SRZP     | 9.46     |          | LDPR     | 7.96     |          | KPRF     | 4.17     | Victoire au premier tour | Victoire au premier tour | Victoire au premier tour | Victoire au premier tour | Victoire au premier tour | Victoire au premier tour | Victoire au premier tour | Victoire au premier tour | Victoire au premier tour | Victoire au premier tour |

### Représentation fédérale
Le kraï de l'Altaï est l'un des sujets de la fédération de Russie, et il est soumis aux mêmes règles que les autres sujets et doit respecter la Constitution russe de 1993. Le kraï de l'Altaï forme pour les élections législatives russes les circonscriptions électorales de Barnaoul (no 39), de Roubtovsk (no 40), de Biïsk (no 41) et de Slavgorod (no 42). Chaque circonscription élit un député à la douma d'État, qui sont pour la VIIIe législature élue en 2021 Daniiil Bessarabov (Russie unie), Maria Proussakova (KPRF), Aleksandr Prokopiev (Russie unie) et Ivan Loor (Russie unie).
Le kraï, comme chaque sujet, est représentée au Conseil de la fédération par deux sénateurs. Le premier est élu par le pouvoir législatif (l'assemblée ) du kraï et le représente, tandis que le second est nommé par le pouvoir exécutif (gouvernement) du kraï et le représente. L'assemblée et le gouvernement élisent leurs représentants lorsqu'ils prennent leurs fonctions respectives. Le représentant du gouvernement est Natalia Kouvchinova (Russie unie) de septembre 2023 à septembre 2028, tandis que le représentant du conseil est Victor Zobnev (Russie unie) de septembre 2021 à septembre 2026.

### Subdivisions

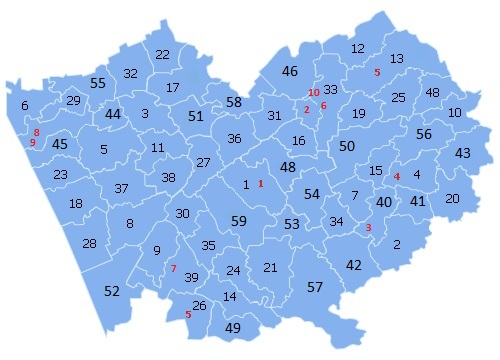
Subdivisions du kraï.

| N° sur la carte                       | Nom                                   | Centre                                | Code OKATO                            | Superficie, km²                       | Population Rec. 2021                  | Densité (habitants/km²)               |
| Villes d'importance régionale et ZATO | Villes d'importance régionale et ZATO | Villes d'importance régionale et ZATO | Villes d'importance régionale et ZATO | Villes d'importance régionale et ZATO | Villes d'importance régionale et ZATO | Villes d'importance régionale et ZATO |
| ------------------------------------- | ------------------------------------- | ------------------------------------- | ------------------------------------- | ------------------------------------- | ------------------------------------- | ------------------------------------- |
| 01                                    | Aleïsk                                | Aleïsk                                | 01 403                                | 43,9                                  | 25 380                                | 646                                   |
| 02                                    | Okroug urbain de Barnaoul             | Barnaoul                              | 01 401                                | 939,5                                 | 698 603                               | 745                                   |
| 03                                    | Belokourikha                          | Belokourikha                          | 01 404                                | 92,3                                  | 14 735                                | 161                                   |
| 04                                    | Okroug urbain de Biïsk                | Biïsk                                 | 01 405                                | 291,6                                 | 191 963                               | 733                                   |
| 05                                    | Zarinsk                               | Zarinsk                               | 01 406                                | 79.1                                  | 41 272                                | 598                                   |
| 06                                    | Novoaltaïsk                           | Novoaltaïsk                           | 01 413                                | 72.2                                  | 73 049                                | 1001                                  |
| 07                                    | Roubtsovsk                            | Roubtsovsk                            | 01 416                                | 84                                    | 126 834                               | 1744                                  |
| 08                                    | Okroug municipal de Slavgorod         | Slavgorod                             | 01 419                                | 53.3                                  | 37 657                                | 19.2                                  |
| 09                                    | Iarovoïe                              | Iarovoïe                              | 01 430                                | 44.3                                  | 16 424                                | 410                                   |
| 10                                    | ZATO Sibirski                         | Sibirski                              | 01 555                                | 6.1                                   | 10 520                                | 1936                                  |
| Raïons                                |                                       |                                       |                                       |                                       |                                       |                                       |
| 01                                    | Raïon de Aleïsk                       | Aleïsk                                | 01 201                                | 3400                                  | 14 374                                | 4.4                                   |
| 02                                    | Raïon d'Altaïskoïe                    | Altaïskoïe                            | 01 202                                | 3400                                  | 26 279                                | 7.7                                   |
| 03                                    | Raïon de Baïevo                       | Baïevo                                | 01 203                                | 2740                                  | 8277                                  | 3.5                                   |
| 04                                    | Raïon de Biïsk                        | Biïsk                                 | 01 204                                | 2200                                  | 32 595                                | 14.9                                  |
| 05                                    | Raïon de Blagovechtchenka             | Blagovechtchenka                      | 01 205                                | 3700                                  | 26 285                                | 7.9                                   |
| 06                                    | Raïon de Bourla                       | Bourla                                | 01 206                                | 2746                                  | 8039                                  | 3.9                                   |
| 07                                    | Raïon de Bystry Isstok                | Bystry Isstok                         | 01 207                                | 1804                                  | 7479                                  | 5.2                                   |
| 08                                    | Raïon de Volchikha                    | Volchikha                             | 01 208                                | 3600                                  | 15 241                                | 5.0                                   |
| 09                                    | Raïon de Iegorevskoïe                 | Novoïegorievskoïe                     | 01 209                                | 2500                                  | 11 099                                | 5.4                                   |
| 10                                    | Raïon de Ieltsovka                    | Ieltsovka                             | 01 210                                | 2158                                  | 4944                                  | 2.8                                   |
| 11                                    | Raïon de Zavialovo                    | Zavialovo                             | 01 211                                | 2224                                  | 16 073                                | 8.3                                   |
| 12                                    | Raïon de Zalessovo                    | Zalessovo                             | 01 212                                | 3274                                  | 11 793                                | 4.4                                   |
| 13                                    | Raïon de Zarinsk                      | Zarinsk                               | 01 213                                | 5214                                  | 13 703                                | 3.6                                   |
| 14                                    | Raïon de Zmeïnogorsk                  | Zmeïnogorsk                           | 01 214                                | 2802                                  | 16 460                                | 7.1                                   |
| 15                                    | Raïon de Zonalnoïe                    | Zonalnoïe                             | 01 229                                | 1717                                  | 16 555                                | 11.7                                  |
| 16                                    | Raïon de Kalmanka                     | Kalmanka                              | 01 215                                | 1820                                  | 11 755                                | 7.5                                   |
| 17                                    | Raïon de Kamen                        | Kamen-na-Obi                          | 01 216                                | 3621                                  | 41 148                                | 3.0                                   |
| 18                                    | Raïon de Klioutchi                    | Klioutchi                             | 01 217                                | 3043                                  | 13 070                                | 5.7                                   |
| 19                                    | Raïon de Kossikha                     | Kossikha                              | 01 218                                | 1877                                  | 13 873                                | 8.8                                   |
| 20                                    | Raïon de Krasnogorskoïe               | Krasnogorskoïe                        | 01 219                                | 3070                                  | 13 116                                | 5.1                                   |
| 21                                    | Raïon de Krasnochtchekovo             | Krasnochtchekovo                      | 01 220                                | 3543                                  | 14 217                                | 4.9                                   |
| 22                                    | Raïon de Kroutikha                    | Kroutikha                             | 01 221                                | 2051                                  | 8307                                  | 5.2                                   |
| 23                                    | Raïon de Koulounda                    | Koulounda                             | 01 222                                | 1980                                  | 20 888                                | 11.2                                  |
| 24                                    | Raïon de Kouria                       | Kouria                                | 01 223                                | 2500                                  | 8456                                  | 4.0                                   |
| 25                                    | Raïon de Kytmanovo                    | Kytmanovo                             | 01 224                                | 2550                                  | 10 104                                | 5.0                                   |
| 26                                    | Raïon de Lokot                        | Gorniak                               | 01 225                                | 2340                                  | 20 480                                | 11.4                                  |
| 27                                    | Raïon de Mamontovo                    | Mamontovo                             | 01 226                                | 2297                                  | 18 274                                | 9.8                                   |
| 28                                    | Raïon de Mikhaïlovskoïe               | Mikhaïlovskoïe                        | 01 227                                | 3100                                  | 16 758                                | 6.5                                   |
| 29                                    | Raïon national allemand               | Halbstadt                             | 01 260                                | 1450                                  | 15 144                                | 11.5                                  |
| 30                                    | Raïon de Novitchikha                  | Novitchikha                           | 01 228                                | 3100                                  | 7669                                  | 3.0                                   |
| 31                                    | Raïon de Pavlovsk                     | Pavlovsk                              | 01 230                                | 2230                                  | 39 526                                | 18.3                                  |
| 32                                    | Raïon de Pankrouchikha                | Pankrouchikha                         | 01 231                                | 2700                                  | 9555                                  | 4.6                                   |
| 33                                    | Raïon de Pervomaïskoïe                | Novoaltaïsk                           | 01 232                                | 3616                                  | 52 136                                | 14.6                                  |
| 34                                    | Raïon de Petropavlovskoïe             | Petropavlovskoïe                      | 01 233                                | 1618                                  | 10 571                                | 7.3                                   |
| 35                                    | Raïon de Pospelikha                   | Pospelikha                            | 01 234                                | 2423                                  | 19 947                                | 9.7                                   |
| 36                                    | Raïon de Rebrikha                     | Rebrikha                              | 01 235                                | 2686                                  | 19 372                                | 8.7                                   |
| 37                                    | Raïon de Rodino                       | Rodino                                | 01 236                                | 3118                                  | 14 893                                | 6.1                                   |
| 38                                    | Raïon de Romanovo                     | Romanovo                              | 01 237                                | 2082                                  | 10 874                                | 5.9                                   |
| 39                                    | Raïon de Roubtsovsk                   | Roubtsovsk                            | 01 238                                | 3339                                  | 18 615                                | 7.3                                   |
| 40                                    | Raïon de Smolenskoïe                  | Smolenskoïe                           | 01 240                                | 2033                                  | 20 911                                | 11.3                                  |
| 41                                    | Raïon de Sovetskoïe                   | Sovetskoïe                            | 01 242                                | 1500                                  | 14 059                                | 10.6                                  |
| 42                                    | Raïon de Solonetchnoïe                | Solonetchnoïe                         | 01 243                                | 3529                                  | 7435                                  | 2.8                                   |
| 43                                    | Raïon de Solton                       | Solton                                | 01 244                                | 3020                                  | 6386                                  | 2.6                                   |
| 44                                    | Raïon de Verkh-Souïetka               | Verkh-Souïetka                        | 01 241                                | 1108                                  | 3496                                  | 4.1                                   |
| 45                                    | Raïon de Tabouny                      | Tabouny                               | 01 246                                | 1960                                  | 7229                                  | 4.8                                   |
| 46                                    | Raïon de Talmenka                     | Talmenka                              | 01 247                                | 3914                                  | 42 950                                | 11.8                                  |
| 47                                    | Raïon de Togoul                       | Togoul                                | 01 248                                | 2000                                  | 6499                                  | 4.0                                   |
| 48                                    | Raïon de Toptchikha                   | Toptchikha                            | 01 249                                | 3300                                  | 18 543                                | 6.8                                   |
| 49                                    | Raïon de Tretiakovo                   | Staroaleiskoïe                        | 01 250                                | 1998                                  | 10 535                                | 6.5                                   |
| 50                                    | Raïon de Troïtskoïe                   | Troïtskoïe                            | 01 251                                | 4200                                  | 18 691                                | 5.5                                   |
| 51                                    | Raïon de Tioumentsevo                 | Tioumentsevo                          | 01 252                                | 2273                                  | 11 268                                | 6.4                                   |
| 52                                    | Raïon d'Ouglovskoïe                   | Ouglovskoïe                           | 01 253                                | 4844                                  | 9237                                  | 2.7                                   |
| 53                                    | Raïon d'Oust-Kalmanka                 | Oust-Kalmanka                         | 01 254                                | 2300                                  | 11 136                                | 6.2                                   |
| 54                                    | Raïon d'Oust-Pristan                  | Oust-Tcharychskaïa Pristan            | 01 255                                | 2700                                  | 9538                                  | 4.4                                   |
| 55                                    | Raïon de Khabary                      | Khabary                               | 01 256                                | 2800                                  | 12 765                                | 5.4                                   |
| 56                                    | Raïon de Tselinnoïe                   | Tselinnoïe                            | 01 257                                | 2882                                  | 13 416                                | 5.4                                   |
| 57                                    | Raïon de la Tcharych                  | Tcharychskoïe                         | 01 258                                | 6910                                  | 9689                                  | 1.7                                   |
| 58                                    | Raïon de Chelabolikha                 | Chelabolikha                          | 01 245                                | 2510                                  | 10 501                                | 5.1                                   |
| 59                                    | Raïon de Chipounovo                   | Chipounovo                            | 01 259                                | 4130                                  | 25 028                                | 7.9                                   |

## Éducation
- Académie d'État pédagogique de l'Altaï
- Académie d'État de l'éducation de l'Altaï

## Environnement

### Faune et flore

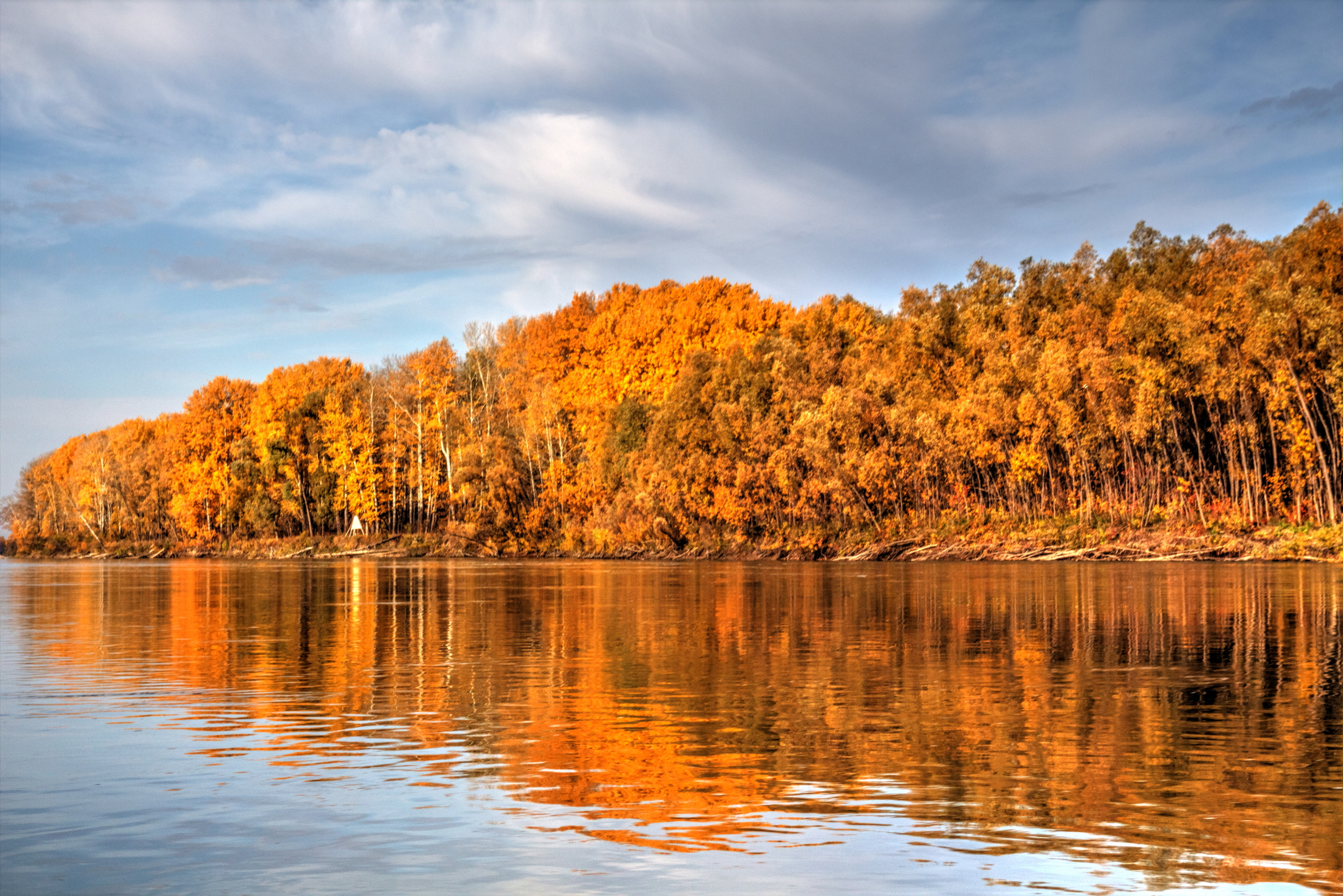
Mélèzes de Sibérie pendant l'été indien.

La faune et flore de la région sont extrêmement variées du fait de la diversité des paysages, du relief et des biotopes. L'étagement s'illustre dans la région, depuis les contreforts septentrional de l'Altaï et les monts Salaïr aux zones de steppe boisée et de steppes. Les types de végétation représentées dans le kraï sont celles des steppes, des forêts, des prairies, des marécages, de la toundra et de la végétation arbustive entre autres. La superficie totales des terres sur lesquelles se trouvent des forêts est en 2022 de 4 512,8 mille hectares.
Selon les données de 2019, 2 264 espèces et hybrides de plantes vasculaires appartenant à 141 familles et 680 genres ont été recensés dans la province. Plus de 350 espèces de plantes de la région sont adventives (nouvelles arrivées), naturalisées dans la flore. Leur arrivée est associée aux activités humaines, comme l'olivier de Bohême, Echinocystis lobata, la saponaire, la molène floconneuse, etc. Par ailleurs, il y a des plantes endémiques, dont la célèbre racine d'or ou Rhodiola rosea qui pousse dans les régions froides et fait partie de la famille des Crassulaceae. Elle est réputée pour ses vertus médicinales. Une autre plante de la famille des asters (Asteraceae) est originaire de la région : la Corne de Maral ou Rhaponticum carthamoides (en). On trouve aussi le millepertuis, l'origan, la racine rouge et autres plantes endémiques.
On compte par exemple plus de 320 sortes d'oiseaux et 90 sortes de mammifères, dont certains sont considérés rares comme la panthère des neiges. Il y a en tout 477 espèces animales qui ont été recensées en 2022. L'on recense aussi en mammifères le blaireau, le castor, le cerf élaphe, le chevreuil de Sibérie, le lièvre, le lynx, la martre des pins, l'ours brun, le rat musqué, le renard, le sanglier et le wapiti entre autres.

### Aires protégées
Fin 2022, la superficie des aires protégées d'importance régionale et locale a diminué de 18 600 hectares par rapport à 2021 et s'élève à 758 817 hectares, tandis que la superficie des aires protégées d'importance fédérale s'élève à 244 100 hectares.

### Pollution
Le volume total des émissions de polluants atmosphériques en 2022 s'élevait à 483 000 tonnes, soit une augmentation de 3,4 % par rapport à 2021. Les émissions du transport routier se sont élevées à 286,5 milliers de tonnes, soit 0,6 % de moins par rapport à 2021 et 26,9 % de plus par rapport au niveau de 2013. Les émissions des sources fixes se sont élevées à 194,9 milliers de tonnes, augmentant de 10,2 % par rapport aux indicateurs de 2021, et diminuant de 3,1 % par rapport à 2013.

## Économie
En 2021, le produit intérieur brut de l'oblast s'élevait à 845,4 milliards de roubles, soit le 36e des 85 sujets russes, compris entre l'oblast d'Omsk au-dessus et l'oblast de Liptesk en dessous. Le PIB par habitant était lui de 370 400 roubles,.

### Agriculture
La superficie ensemencée est la suivante :
| Superficies ensemencées : | Superficies ensemencées : | Superficies ensemencées : | Superficies ensemencées : | Superficies ensemencées : | Superficies ensemencées : |
| année                     | 1959                      | 1990                      | 2000                      | 2005                      | 2015                      |
| ------------------------- | ------------------------- | ------------------------- | ------------------------- | ------------------------- | ------------------------- |
| Mille ha                  | 7669                      | 6380                      | 5344.9                    | 5191.3                    | 5394.3                    |

## Culture locale et patrimoine
Le kraï de l'Altaï possède en 2024 selon le décompte du département de protection des objets du patrimoine culturel du kraï de l'Altaï, 2206 objets patrimoniaux culturels, qui se répartissent entree 34 objets d'importance fédérale ainsi que 2 172 objets d'importance régionale. À elle seule, la ville de Barnaoul possède 304 objets patrimoniaux culturels, soit 12,76 % du total, tandis que la ville de Biïsk comprend 232 objets patrimoniaux culturels, soit 10,56 % de l'ensemble.

Patrimoine classé (sélection) :
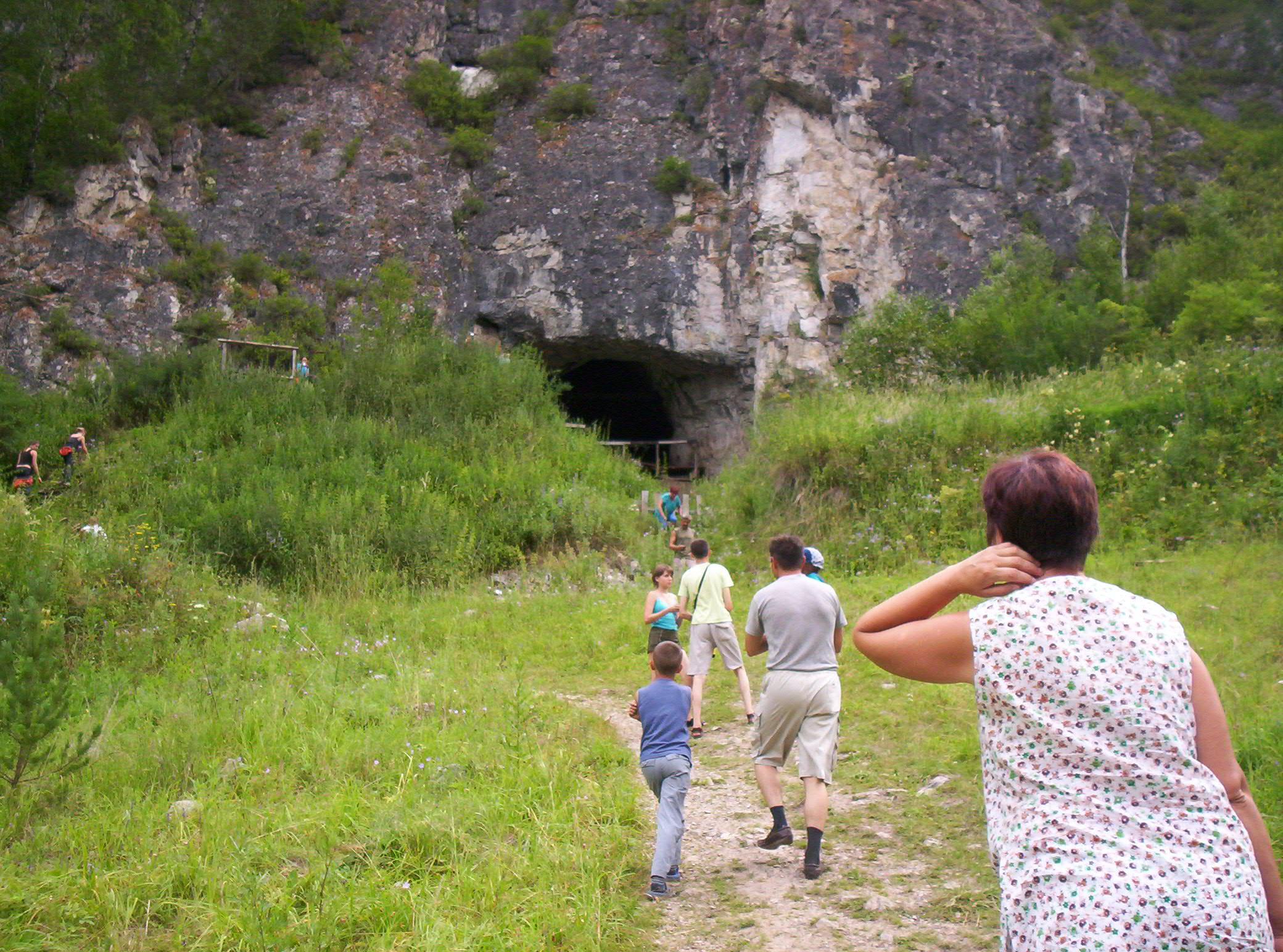
Grotte de Denisova.
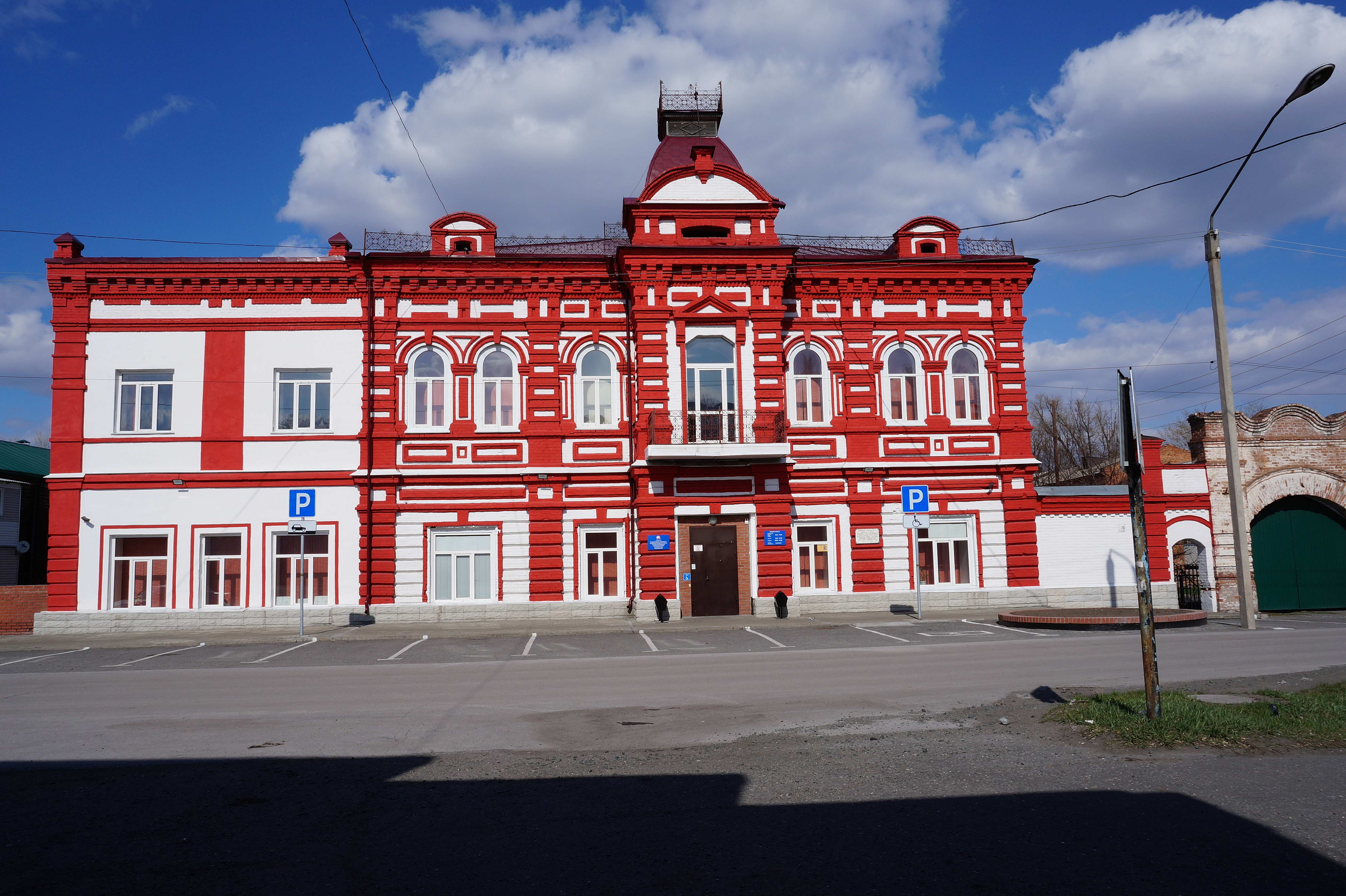
Maison du marchand Zorine, Kamen-na-Obi.
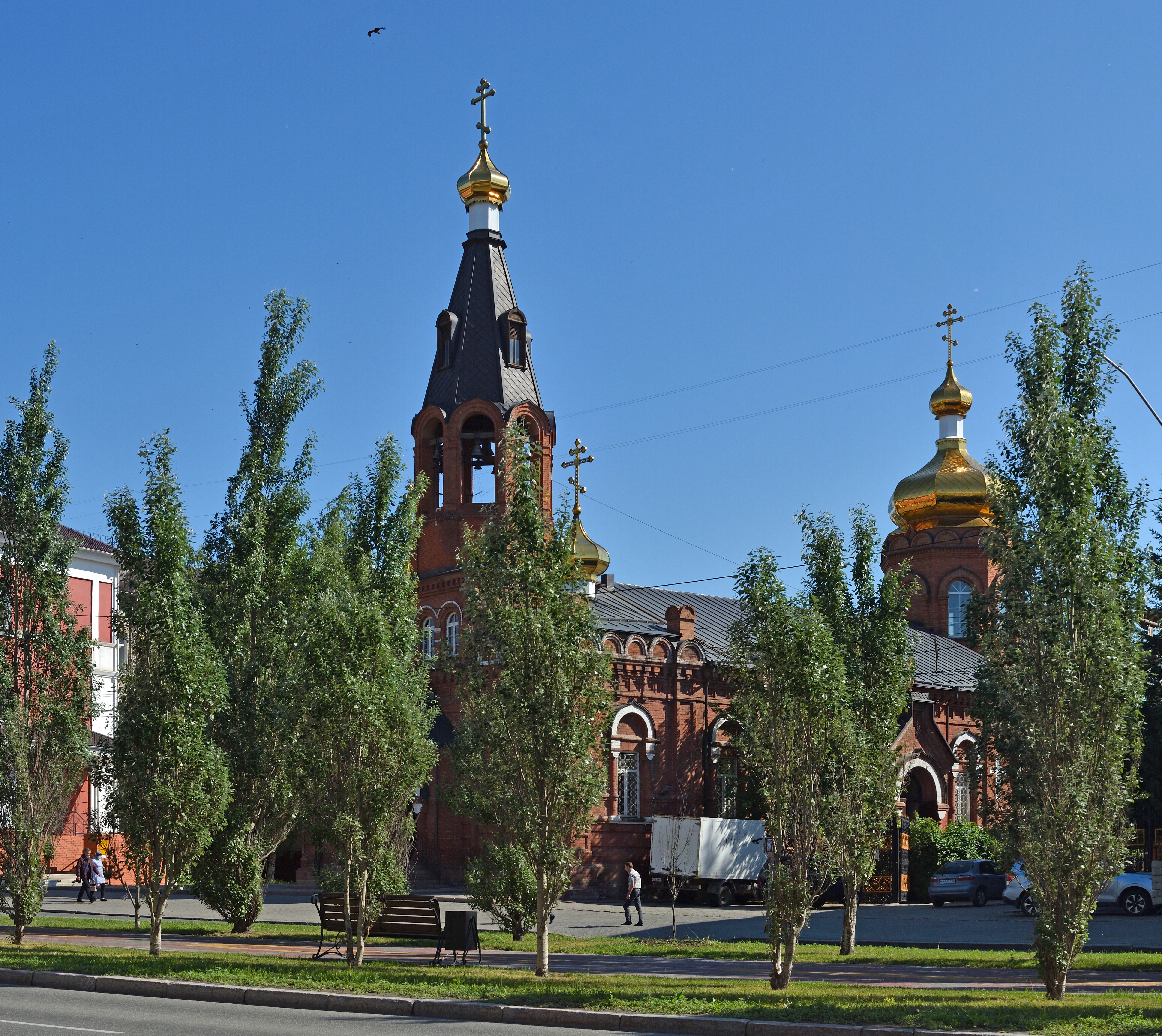
Église Saint-Nicolas de Barnaoul.
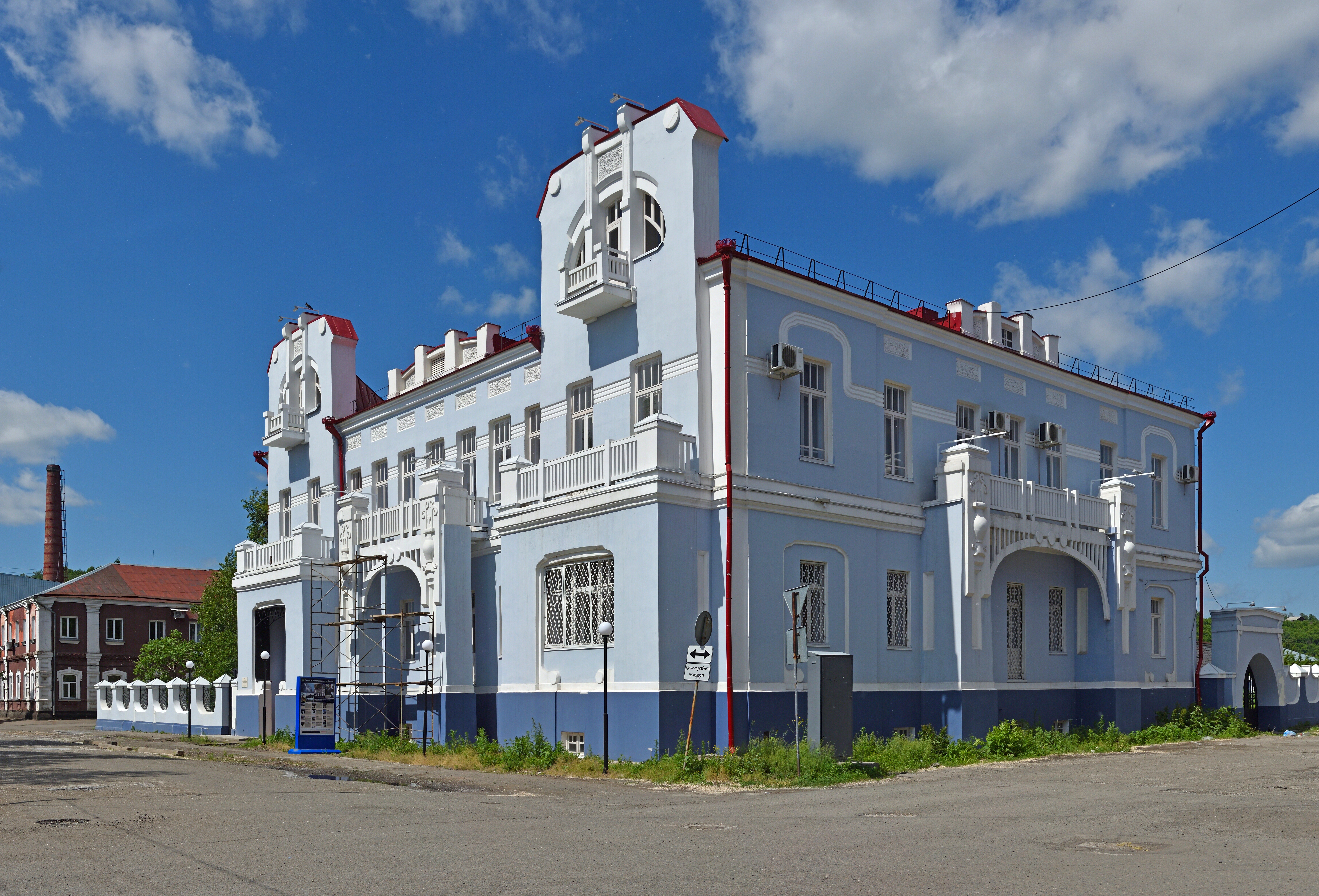
Bâtiment Assanov du musée des traditions locales de Biïsk.